# Geschichte des Marchfelds

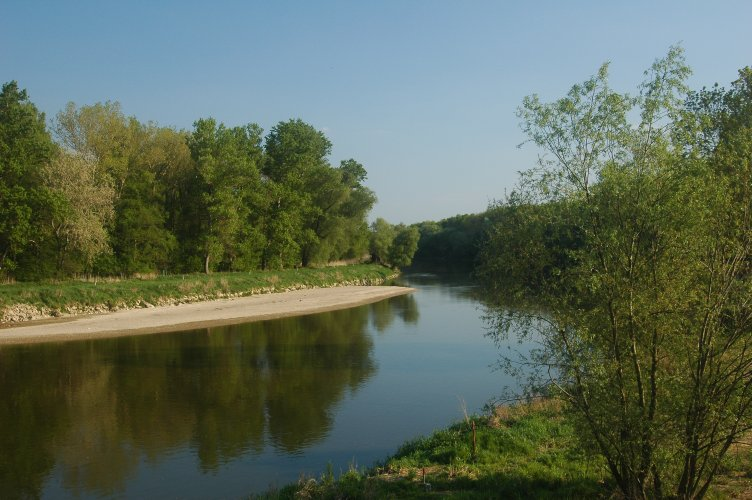
March

Das Marchfeld, das geologisch den nördlichen Teil des Wiener Becken darstellt, weist durch die natürliche Grenze im Süden, die die Donau bildet, zum Teil Unterschiede in der Frühgeschichte zu den Teilen Niederösterreichs südlich der Donau auf.

## Frühgeschichte bis Altertum

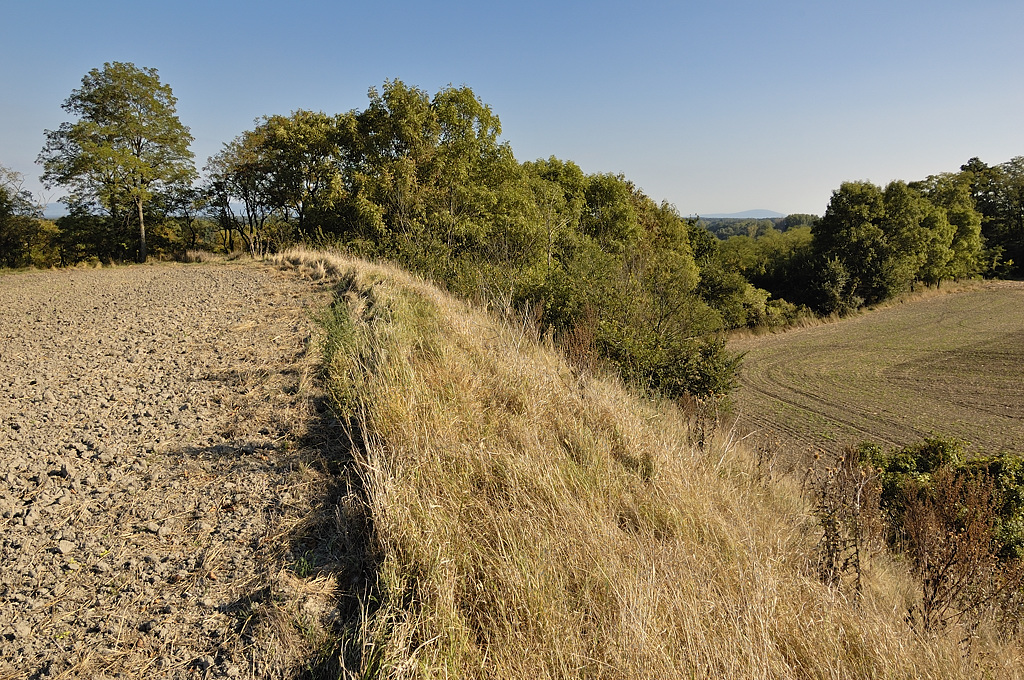
Fundzone Buhuberg

Die ersten Marchfeldbewohner hausten in Wohngruben, betrieben Ackerbau und Viehzucht. Bronzezeitliche Funde bei Wagram, Orth an der Donau und Mannsdorf sprechen von dieser Frühzeit. Das Marchfeld zählt zur Aunjetitzer Kultur.

„Mit dem Ende des Diluviums beginnt die dauerhafte Besiedlung, beispielsweise längs des niedrigsten Wagram und entlang einem jahrhundertelang bedeutsamen, heute verschwundenen Verkehrsarm der Donau: Leopoldau, Kagran, Hirschstetten, Aspern, Eßling, Groß-Enzersdorf, Sachsengang, Wittau, Orth, Wagram, Eckartsau und Markthof sind hier zu nennen. Das Orther Heimatmuseum (…) enthält eine Reihe von Fundgegenständen, vor allem aus dem Vollneolithikum, die dem ‚Lengyeltypus‘ der jüngeren Steinzeit zugeschrieben worden sind.“

Die uralte Bernsteinstraße spaltete sich bei Draßburg im Burgenland, um dann einerseits über Baden, Wien und die heutige Schnellbahntrasse Richtung Angern und andererseits über Carnuntum und am Marchtal entlang das Marchfeld einzuklammern; bei Stillfried, einem der bedeutendsten archäologischen Fundorte Österreichs, treffen sich die Äste wieder.
Aus der La-Tène-Zeit wurden keltische Gräber in Untersiebenbrunn und Marchegg gefunden, in Untersiebenbrunn ebenfalls eine Wohngrube, darin „eine große Silbermünze mit der Aufschrift COBROVOMARUS. Der fraglos gegen die Zeitenwende zu immer stärker werdende Einfluss der Römer ist manifest, die Untersiebenbrunner Münze trägt sichtlich den latinisierten Namen eines bodenständigen Stammes-, vielleicht Gaufürsten, der das Recht des Münzherrn besaß und des Silbergeldes zum gleichberechtigten Handel mit den Römern bedurfte.“ (Plechl)
Im Jahr 6 n. Chr. haben die Römer an zwei Stellen bei Carnuntum versuchsweise die Donau überquert und Brückenköpfe gebildet: Bei Stopfenreuth gab es in der Au das „Öde Schloss“, eigentlich ein Materiallager; Überreste finden sich noch. Nordwestlich von Engelhartstetten wurden die Umrisse eines Marschlagers (Wallumfang: 700 × 700 m) entdeckt. Die Markomannen unter König Marbod erheben sich zugleich mit den Pannoniern, aber im Jahr 8 kommt es zu einem Freundschaftsvertrag mit Marbod, die Markomannen werden „Klientelvolk“.
Während der Markomannenkriege (166–180) durchbrechen Quaden, Langobarden, Markomannen und sarmatische Jazygen von Norden her die römische Donaufront bis Aquileia. Marc Aurel überquert 171 die Donau, und 174 siegen die Römer schließlich in der „Regenwunderschlacht“. Kastelle wurden in Stillfried, Sachsengang, Siebenbrunn und Stopfenreuth errichtet, zeitweise mit insgesamt 20.000 Mann Besatzung.
Aber bereits nach dem Ende der Markomannenkriege im Jahr 180 werden die Kastelle aufgegeben, und Friede mit den Markomannen geschlossen. Es folgen (258 bis 260) erneute Kämpfe mit Markomannen und Quaden, um 350 dringen die Heruler in das Gebiet des Marchfeldes ein, andere germanische Stämme folgen. Um 370 werden die Kastelle wieder errichtet.
Das Römische Reich zerfällt nun. 395 dringen Markomannen, Quaden und Alanen bis an die Adria vor, während nördlich der Donau um 400 die Ostgoten, vor allem Rugier, die vor den Hunnen zurückweichen, gegen den Limes vordringen – das heutige Wein- und Waldviertel wird bis 488 zum „Rugiland“, der Name bleibt noch bis ins 10. Jahrhundert üblich.
Im Kunsthistorischen Museum ist der „Schatz von Untersiebenbrunn“ zu besichtigen. 1910 nordöstlich der Untersiebenbrunner Kirche in einer Sandgrube gefunden (und gleich teilweise geplündert), handelt es sich dabei um das Grab der „lahmen Fürstin“, zwischen 400 und 420 beerdigt.
433 lassen sich die Hunnen im Marchfeld nieder, 453 zerfällt das Hunnenreich nach Attilas Tod und die Heruler dringen ein. 488 wird die römische Zivilbevölkerung nach Italien abgeführt, 508 verdrängen die Langobarden (489 aus dem mitteldeutschen Raum eingewandert) die Heruler und werden nach der Völkerwanderung selbst wiederum durch die Ostgoten verdrängt. Im frühen 6. Jahrhundert schreibt Bischof Jordanes in der „Gotengeschichte“ von der „Margo plano“, der flachen Mark.
Dann kommen die Langobarden von Böhmen her, geben das Gebiet aber 567 aufgrund eines Vertrages mit den Awaren, einem Reitervolk aus Innerasien, auf und ziehen 568 nach Italien. Die Awaren wiederum werden in drei Feldzügen (791–796) Karls des Großen abgedrängt.
Auch die erste planmäßige Besiedlung des Marchfelds um 800 ist Karl zu verdanken; die Bevölkerung ist bayrisch und sächsisch: Soldaten wurden an einem Donauarm, „Gang“, stationiert, der noch heute Sachsengang heißt (die Burg scheint erst 1160 auf).
Der Sage nach soll Sachsengang ursprünglich ein See gewesen sein, in dem ein später von einem Apostel, vielleicht der heilige Severin, getöteter Drachen gehaust hätte; die Leute hätten dann über das Vieh Steine und Erde gehäuft, bis der See zugeschüttet gewesen sei. Wahrscheinlich stammt der künstliche Berg, auf dem die Burg steht, von einer Erdburg. Bei Groß-Enzersdorf fand man auf einer Gasthofsmauer das Bild eines Lindwurms … und 1021 erhielt das bayrische Kloster Weihenstephan Sachsengang.
865 dürfte Erzbischof Adalwin von Salzburg die erste Orther Kirche eröffnet haben.
881 treffen Magyaren und Baiern bei Wien zusammen, 901 datiert der erste Überfall der Magyaren auf die Bauern; 907 Schlacht von Pressburg; die Magyaren beherrschen in der 1. Hälfte des 10. Jahrhunderts das Marchfeld. 955 werden sie bei der Schlacht auf dem Lechfeld vernichtend geschlagen.

## Mittelalter

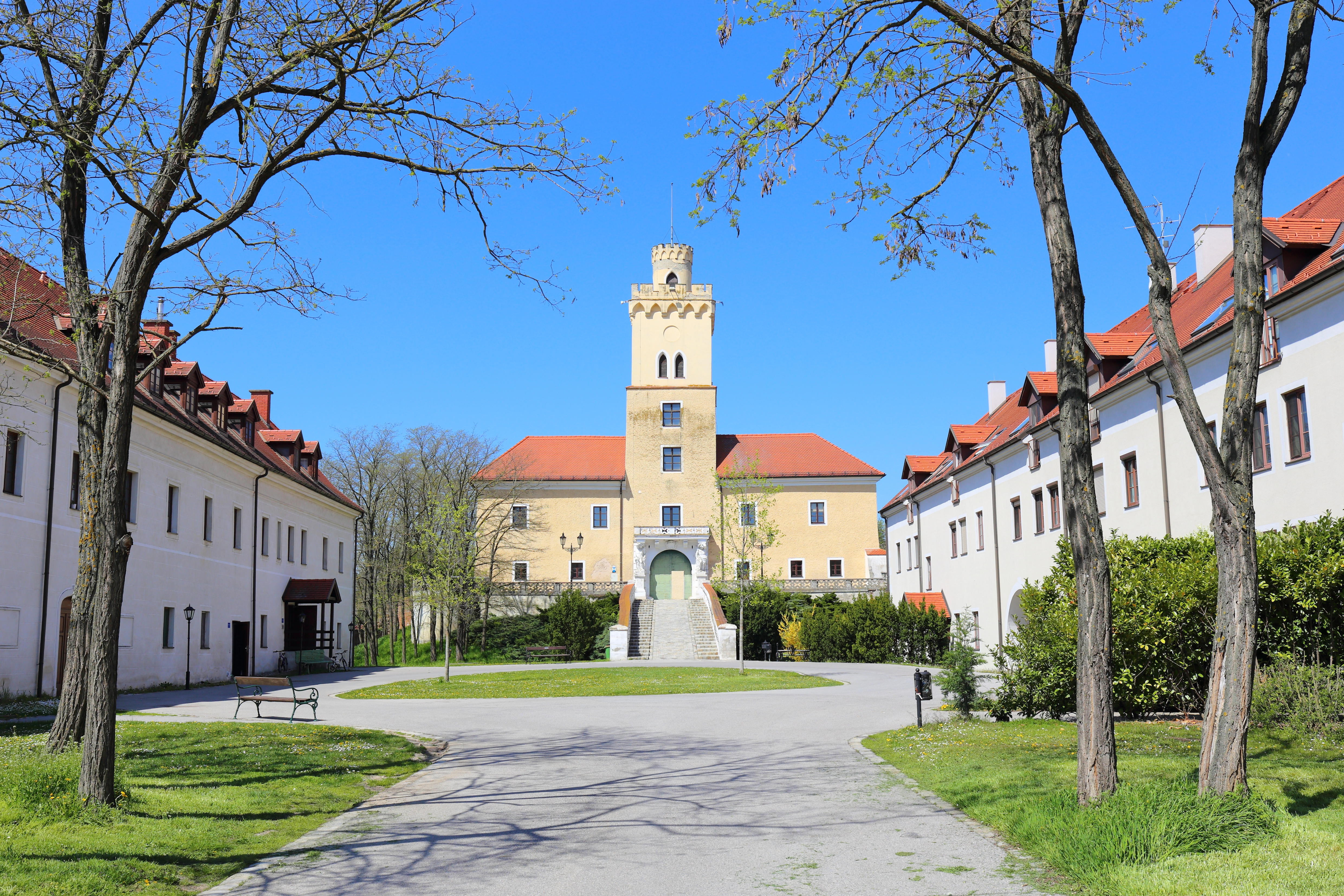
Schloss Dürnkrut

Zwischen 996 und 1000 kommen das Marchfeld und die Gegend um Baden („Neumark“, auch: „Ungarische Mark“) zur Mark Ostarrichi und das Marchfeld zählt damit zu den Kerngebieten Österreichs.
Nach der endgültigen Zurückwerfung der inzwischen christianisierten Ungarn 1042/1043 wurde das Marchfeld erneut besiedelt: Die Babenberger, ostfränkischer Herkunft, holen ihre Landsleute heran. „Alle Orte des Bezirkes mit Ausnahme von Kämpfendorf (zu Leopoldsdorf gehörig), Franzensdorf (nach 1830), Fuchsenbigl (1787), Strasshof (1908) und Silberwald (1923) gehen in ihrer Anlage in die Kolonisationszeit des 11. und 12. Jahrhunderts zurück.“ (Schilder). Strasshof, erstmals 1280 urkundlich erwähnt, verschwand im 15. Jahrhundert wieder, Franzensdorf wurde anstelle des bei einer Flutkatastrophe zerstörten Kimmerleinsdorf neu errichtet.
Das Marchfelddorf ist geprägt von der fränkischen Besiedlung. „Der Franke liebt im Gegensatz zum Bayern nicht den Einzelhof, sondern suchte stets den Zusammenschluss im Dorf. Den großen Vierseithof des bayrischen Bauern, dieses wahre Kastell bäuerlichen Stolzes, kennt der Franke nicht. Er ist geselliger und siedelt im Ortsverband. (…) (Das) macht die Landschaft so einsam, überall fehlt die Belebung durch den Einzelhof. Wenn heute solche öfters vorkommen, so sind sie dann Zutaten des 19. Jahrhunderts und entbehren der ethnographischen Zugehörigkeit. Das fränkische Bauernhaus ist ebenerdig und steht mit der Giebelseite parallel zur Straße. Der Wohntrakt, verbunden mit Stall und (oder) Tenne steht somit senkrecht zu ihr. Im typischen fränkischen Straßendorf reihen sich dann in oft einförmiger Länge Giebelhaus neben Giebelhaus. Doch entsteht dann eine Belebung, wenn der Hof zum Doppelhakenhof weiterentwickelt wird, das heißt, wenn zwei derartige Bauten parallel zueinander und damit zugleich auch senkrecht zur Straße stehen und durch eine Mauer mit einem großen rundbogigen Tor verbunden werden. Charakteristisch für das fränkische Dorf ist die aus der Längsstraße herausgehobene Ausweitung zum Anger.“ (Schaffran).
An vielen Stellen kann man versunkene Dörfer erahnen: Zwischen „1012 und 1899 gab es 152 Hochwässer, wovon 48 katastrophale Folgen hatten. 13 Orte fielen den Donaufluten zum Opfer“ (Schilder). „Die Siedlungen auf der Linie (…) von Groß-Enzersdorf über Orth und Pframa bis Stopfenreuth zählen zu den ältesten, die noch bestehen. Die weiter südlich, donauwärts gelegenen etwa fünfzehn Dörfer seien restlos zugrunde gegangen …“ (Mander). So gab es zwischen Orth und Eckartsau ein Eitzelsau (in einer Sage heißt es „Die Turmspitze der Kirche von Eitzelsau aber ist bei niedererm Wasserstand in einem Teiche nächst des Orther Ziegelofens sichtbar“ (Hörler)), zwischen Orth und Pframa lag Gang (Matthias Mander beschreibt Expeditionen nach Gang und Wolfswerde in seinem Roman „Wüstungen“), zu Groß-Enzersdorf zählte Matzneusiedl, und noch 1830 wird während einer zwei Tage tobenden Flut infolge eines Eisstoßes die Ortschaft Kimmerleinsdorf vollkommen zerstört und später südwestlich, an höherer Stelle, als Franzensdorf wieder aufgebaut. Auch March und Rußbach stellten Bedrohungen dar, mit denen gerechnet werden musste. Viele andere Orte wurden in einem der ungezählten Kriege planiert oder sind einfach, von der Pest entvölkert, verfallen. Insgesamt sind 72 namentlich bekannte Orte Wüstungen.
1058 findet auf dem „Maharafeld“ eine Fürstenhochzeit statt: Judith, die Tochter von Kaiser Heinrich III., wird mit dem ungarischen Prinzen Salomon vermählt.
Nach dem Reichskrieg Salomons und Gezas von 1064 werden im Marchfeld Burgen, unter anderem in Jedenspeigen, Angern, Weiden, Engelhartstetten, Orth, Eckartsau, Gänserndorf, Stopfenreuth und Kopfstetten, sowie Wehrkirchen errichtet.
Das 13. Jahrhundert macht das Marchfeld wieder zum Schlachtfeld. Mit dem Tod Friedrichs II. des Streitbaren im Jahr 1246 erlischt das Geschlecht der Babenberger, und es herrscht Raubritter-Anarchie.
Am 12. Juli 1260 schlägt Ottokar II. von Böhmen bei Groißenbrunn Bela von Ungarn, als Gedenken für diesen Sieg wird 1268 Marchegg errichtet: Die 10.000 Menschen, für die die Stadt (und die viel zu große Stadtmauer) konzipiert war, kamen allerdings nie nach Marchegg. 1336 war die Stadt beinahe menschenleer.
Und am 26. August 1278 siegt Rudolf von Habsburg gegen Ottokar in der berühmten Schlacht auf dem Marchfeld (tatsächlich handelt es sich um die größte Ritterschlacht aller Zeiten), die die 650-jährige Herrschaft der Habsburger in Österreich etablierte: Je 30.000 Mann prallen in drei Schlachten zusammen und veranlassen Franz Grillparzer zur berühmtesten literarischen Nennung des Gebiets:
„Das Feld, das rings sich breitet, heißet Marchfeld 
Ein Schlachtfeld, wie sich leicht kein zweites findet,
Doch auch ein Erntefeld, Gott sei gedankt!“
1291 dringen die Ungarn bis gegen Wien vor. Eine Überlieferung aus Markgrafneusiedl berichtet vom Schrecken, den diese Einfälle verbreiteten: „Einst hielten in dieser Wartburg Ritter und Reisige eines Grafen Bamberg Wache gegen die Einfälle der Magyaren. Die wachhabenden Ritter und Reiter lebten von dem Erträgnis der 600 Joch Ackerland, die auch diesem Grafen gehörten. Brachen die Magyaren über das Marchwasser in das ebene Land ein und kündeten durch rauchende Dörfer ihre Zugstraßen und ihr Nahen an, dann verließen die Neusiedler ihre Hütten und nahmen durch unterirdische Gänge (Erdställe) ihre Zuflucht in die von Rittern und Reisigen besetzte Wartburg …“ (nach Weyrich).
Diese Burg ist nicht mit der heute noch zu sehenden Ruine der Martinskirche identisch, die in den napoleonischen Kriegen noch Bedeutung erlangte, 1817 zur Windmühle umgebaut wurde und 1862 abbrannte. Erdställe sind auch anderweitig, etwa in Oberweiden, Unter- und Obersiebenbrunn, als Versteck vor Feinden oder als Kultstätten bezeugt. (Näheres findet man u. a. bei Karl Lukan: Das Weinviertelbuch. Wien 1992.)
In der ersten Hälfte des 14. Jahrhunderts wird das Marchfeld von Überschwemmungen, Eisstößen, Heuschrecken und schließlich auch noch vom schwarzen Tod heimgesucht.
„Als im Marchfelde die Pest wütete, fanden die Leute von Stripfing ein unreines Hemd auf der Friedhofsmauer. Eingedenk alter Kunde, vergrub es der Nachtwächter unter einem Feldkreuz, und von der Stunde an war die Seuche erloschen. Wie es aber Nacht wurde, da schritt ein unheimlicher, rabenschwarzer Geselle durch die menschenleeren Gassen. Er war mager wie eine Vogelscheuche und trug eine blutrote Hahnenfeder auf dem Hute. Ohne lange zu fragen, schlich er von Haus zu Haus und suchte sein zurückgelassenes Hemd. Doch er fand es nicht. Schon wollte er das Dorf verlassen, da begegnete ihm der Nachtwächter. Flugs fiel er ihn an und riß ihm das Hemd vom Leibe. Damit ging er zum Brunnen, wusch es dort und brannte seine glutheißen Krallen hinein. Hierauf rief er mit Donnerstimme durch den stillen Ort:
‚Stripfing, Stripfing, du sollst's wissen,
jetzt folgt arges Blutvergießen.‘
Am nächsten Tag kamen die Hussiten in den Ort und töteten die von der Pest verschont Gebliebenen. Das Hemd mit dem Teufelsmal aber hing auf des Nachtwächters Hellebarde.“ (aus: Pöttinger)
Die Daten der Hussiteneinfälle decken sich übrigens nicht mit Pestepidemien – gab es kleinere, ist eine andere Seuche gemeint oder einfach dichterische Freiheit? Dennoch werden Pest und Krieg in den Sagen mit gutem Grund miteinander verknüpft.
„Hat nun der Himmel Seuchen, Hungersnot oder Krieg über die Menschen verhängt, so verkündet er dies durch die lallende Kugel. Im Marchfelde hat man sie in der Türken- und Schwedenzeit, dann in den schrecklichen Pestjahren, in der Huzulennot und zuletzt im unseligen Neunerjahr gesehen. Es ist eine Feuerkugel etwa so groß wie ein Kinderkopf, und Tage, Wochen vor Einbruch des Unglückes rollt sie lallend durch die Straßen und Gassen. Einige wollen dieses Lallen auch verstanden haben: Es sei eine Weissagung für die Frommen, wie lange der Jammer andauern und wie er enden werde.“ (Schukowitz). Als Huzulen werden hier die Kuruzen bezeichnet. Die rollenden, oft flammenden Kugeln, die in einigen Sagen auftauchen, erklärt Johann Wenzel als den „Gaukler“, „eine bis einen Meter Durchmesser erreichende Staude mit vielen sparrigen Ästchen aus der Gattung ‚Raphanus Raphanistrum‘, die, vom Herbstwinde getrieben, infolge ihrer kugelförmigen Gestalt über die Felder und Wege rollt, wobei die harten Zweiglein ein in der Stille der Nacht wohl hörbares Geräusch verursachen“, eine andere Theorie spricht von Kugelblitzen.
Zu Beginn des 15. Jahrhunderts gerät das Land infolge der vorangegangenen Erbteilungen ins Chaos. „Im Jahre 1407 bemächtigte sich der Falke Johann Sokol von Lamberg der Stadt Laa, trotzte einer Belagerung durch den Herzog (Albrecht V.) und nahm sogar eine gegen ihn entsandte Schar gefangen. Die Macht dieses mährischen Ritters wurde immer größer, er baute im Marchfeld mit den Städten Zistersdorf und Marchegg als Zentrum ein kleines Reich auf und beherrschte das Land bis vor die Tore Wien. (…) Es scheint geradezu, als ob damals die Abenteurer aus ganz Europa in Österreich zusammengeströmt wären. Jeder kleine Adelige führte seinen Privatkrieg, viele scheuten sich nicht, dem Landesfürsten Fehdebriefe zu schicken, es herrschte das vollendete Chaos. Vor allem die Bewohner des flachen Landes litten schrecklich unter diesen Zuständen, denn die Städte und befestigten Märkte konnten hinter ihren Mauern wenigstens das Leben der Einwohner sichern. Der Bauer aber wußte niemals, ob er nicht des Nachts ausgeraubt oder auf dem Feld erschlagen werden würde.“ (Gutkas)
Der Sokol („Falke“), Johann von Lamberg, war nicht der einzige Räuber im Marchfeld: Zu den anderen zählen etwa der mährische Ritter Hynek von Kunstadt auf Jaispitz, der „Dürrteufel“, und Leonhard Arberger, der erst 1450 vertrieben wurde. Der Orther Gamareth Fronauer verschanzte sich vier Wochen lang in der Groß-Schweinbarther Kirche und schaffte zuletzt die Karriere vom Raubritter zum Kaiserlichen Rat.
1409 plünderte Kaspar Schwemmsdeich aus Ungarn Schönkirchen, und Herr von Scharfeneck brandschatzte die Orte von Marchegg bis Wien.
Vom Raubritterunwesen berichtet der Volksmund: „Von dem ehemals k.k. Jagdschloß Niederweiden gelangt man in 15 Minuten, wenn man den Fasangarten durchschritten hat, zu den Trümmerresten des alten Grafenweiden. Ein mehrere Meter hoher Schutthaufen, der jetzt schon ganz mit Wald überwachsen ist, bietet uns die Überreste einer einstigen starken Burg. Dass die Burg nicht wenig befestigt war, erkennt man daraus, dass sich um dieselbe in weitem Umkreise drei große und vier kleinere Graben und Wälle herumziehen, die heute noch deutlich zu unterscheiden sind. Bei der Burg befand sich ein Pfarrort mit einer Pfarrkirche. Von Grafenweiden ist außer Ruinen nichts mehr vorhanden. Von den vielen Räubern zur Zeit Kaiser Friedrichs III. hatte sich einer – Leonhard Arberger und sein Weib Gertraud geborene von Rohr – der Burg bemächtigt und das Land ringsum geplündert, bis endlich die Burg im Jahre 1450 erobert und die Räuber, bei 900 Köpfen, getötet wurden. Was bei der mehrmaligen Belagerung nicht zu Grunde gegangen, wurde die Beute der Ungarn und auch der Türken.“ (nach: Blätter für Landeskunde 1886) Dem Ehepaar wurde schließlich der hochnotpeinliche Prozess gemacht, aber hundert Jahre lang wollte niemand die Burg haben.
1446 wird die Orther Kirche von Freiherr Ulrich von Eyczing und Georg von Kuenring erobert und in Brand gesteckt. „1448 wurde die Räuberburg des Pankraz in Neiern (zwischen Marchegg und Dürnkrut gelegen) erstürmt und zerstört, ein Jahr später sein Bruder mit vielen Räubern gehängt.“ (Hörler). Erst 1450 bringt ein Feldzug des Grafen Ulrich von Cilli Erleichterung.
Zwischendurch, 1426 bis 1432, waren die Marchfelder Ortschaften auch noch den Hussiten ausgeliefert.
1450 wird die erste Wiener Donaubrücke gebaut. Neue Verkehrswege und -möglichkeiten werden damit eröffnet, die Mauteintreibung verliert an Bedeutung und Sachsengang am Donauübergang Fischamend-Schönau („Nur bei Schönau und Deutsch-Altenburg setzt der 20 bis 50 m hohe Steilrand des rechten Donauufers aus, deshalb waren dort die Übergänge für den Fernhandel und für militärische Operationen.“ (Schilder)) wird zur ruhigen Landburg.

## Neuzeit bis 1800

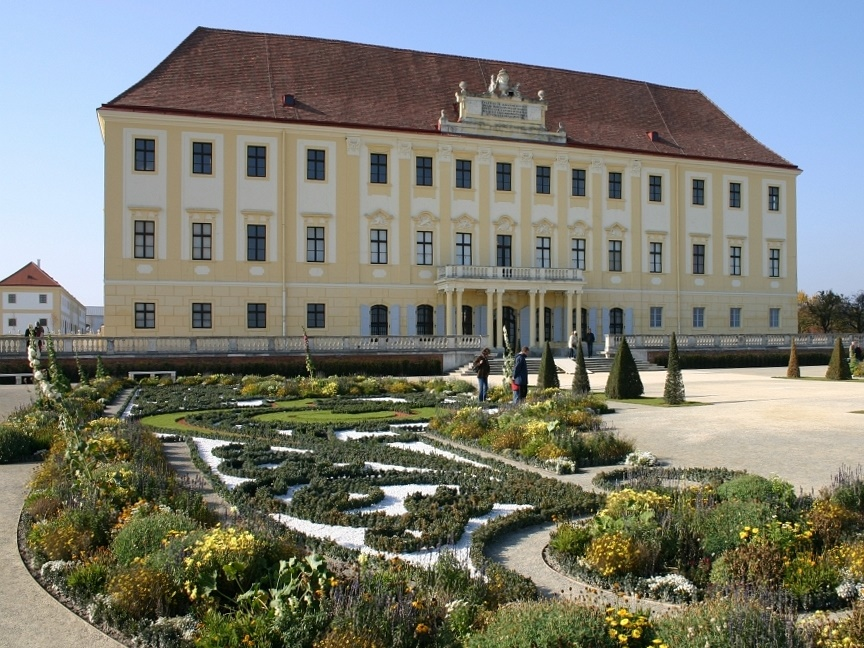
Schloss Hof

Das Marchfeld kann nun als christianisiert gelten. Die Kirche von Kopfstetten etwa steht, dem Durchfahrenden nicht sichtbar, am Ende einer Sackstraße, inmitten einer locker bewaldeten Wiese auf einem mittelalterlichen Hausberg: Bis 1462 stand hier eine mit „Burgstall“ bezeichnete Burg; erst darauf folgte die Kirche und siedelte die heilige Jungfrau an. Die heutige Kirche wurde 1769 erbaut. Einst war Kopfstetten ein Marienwallfahrtsort, und die dem hl. Bartholomäus geweihte Kirche hieß „Maria Schutz“; Wegstationen sind noch zu erkennen. Dies genügt, aufmerksam zu werden: Marienverehrung entwickelte sich oft an ehemals heidnischen Kultstätten. Der Sage nach soll Attila, der Hunnenkönig, in dieser begraben worden sein, doch hätten ihn die Hunnen bald wieder ausgegraben und an einen unbekannten Ort verschleppt. Später hören wir, dass ein türkischer Feldherr hier liegen sollte und seine Soldaten den Hügel mit ihren Turbanen aufgeschüttet hätten. Wenn auch beide Geschichten ohne weiteres ins Reich der Sage zu verweisen sind – Attila ruht aller Wahrscheinlichkeit nach in seinen Kernlanden, weit im heutigen Ungarn – steht es außer Frage, dass es sich um einen uralten Kultplatz handelt. In der Tat wurde 1966 beim Aushub eines Kellers ein römischer Altarstein – bemerkenswert für einen Ort nördlich der Donau – gefunden, der auf ein Quellheiligtum hinweist: Früher lag hier ein Sumpf.
Weitere Marienverehrungsstätten finden sich bei Zwerndorf (Marieneiche) und, die bedeutendste, beim Marienbründl in Groißenbrunn.
„Als Schloß Hof von den Türken geplündert wurde, drangen die Soldaten auch in die alte Marienkapelle des Schlosses und einer vermaß sich, nach dem Gnadenbild seinen Speer zu schleudern, so dass des Jesukindes Nase durchbohrt wurde. Allsogleich floß aber warmes Blut aus der Wunde und das Bild hing tags darauf im Walde bei Groißenbrunn an einer Buche. Die Stelle war aber geweiht seit alters her und es quoll heilsames Wasser aus dem Hügel, das gegen allerlei Augenkrankheiten von Nutzen war. Einmal genas durch das ‚Wunderbrünnl‘ auch eine sehr vornehme Frau und die ließ an dem Orte ein würdiges Gotteshaus erbauen, das genannt wurde ‚Liebfrau in allen Nöten‘. Nun kamen in der Folge aus allen Orten des Marchfeldes und auch weit herauf aus Ungarn fromme Wallfahrer, die sich Gnade erflehten von der Gottesmutter. Das Jesukind aber, das die Liebefrau auf den Armen trägt, blutet noch ab und zu aus seiner Wunde, besonders dann, wenn dem Lande Unglück droht.“ (Hörler, Sagen)
Groißenbrunn erhielt 1929 die erste Wasserleitung des Bezirks - schon Prinz Eugen hatte das Wasser der Teiche zu den Brunnen von Niederweiden umleiten lassen -, obwohl der Ort für einen Marchfeldort wasserreich war. In Gänserndorf dagegen begann man erst 1956 mit dem Bau.
1477 zerstört der ungarische König Matthias Corvinus 40 Orte des Marchfeldes, fünf Jahre später nochmals.
1529 übersetzen die Türken bei Deutsch-Altenburg die Donau und stecken in der Folge Schloss Orth und Marchegg in Brand – beides Besitztümer des Grafen Niklas von Salm, der die Verteidigung Wiens führte. Dabei wurde ihm durch einen Steinwurf der rechte Schenkel zertrümmert, er befehligte von der Tragbahre weiter: Die Türken traten am 16. Oktober den Rückzug an, Salm aber erlitt am Bein den Brand und starb 1530 auf seinem Stammschloss, dem Salmhof. Die Sage berichtet: „Außer Marchegg steht ein alter Bau, der Salmhof, bei dem es zur Nachtzeit nicht geheuer ist. Droht dem Lande Gefahr, so zucken vor dem Gutshofe gespenstische Flammen auf und erschrecken jeden, der dort vorbei muß. Zuweilen dringt das Gemurmel vieler Stimmen an das Ohr des nächtlichen Wanderers. Läßt sich aber dumpfes Waffengeklirr und wildes Pferdegestampf vernehmen, so erscheinen im Vollmondlichte silberne Ritter in blanker Rüstung und stürmen aus dem alten Gemäuer gegen Sonnenuntergang. Da sagen die Leute, Graf Salm befehlige wieder seine tapferen Kürassiere und ziehe gegen die Türken. Jedoch mit dem Schlachtruf: ‚Rettet Wien!‘ verklingt dann der schauerliche Kriegslärm. Manchmal sieht man auch, wie vier Männer einen Sarg den Todererweg zur Salmau hinabtragen. Sie verscharren ihn dort unter einer alten Zitterpappel und kehren den Weg wieder zurück, den sie genommen.“ (Pöttinger) Todererwege heißen nach Pöttinger „die toten, d. h. graslosen Wege, worauf die Türken gezogen sein sollen.“ (Wo ist Salms Grab? womöglich unter einer Pappel?)
Die Türken kamen aber auch zu Wasser: „Mehr als 400 Schiffe, die berüchtigten ‚Nassaren‘, kamen donauaufwärts, und ihre Besatzung verköstigte sich ausnahmslos von dem, was sie den Uferbewohnern abnehmen konnte. Im Orther Pfarrgedenkbuch kann man nachlesen, dass von ihnen die meisten Ortschaften in Asche gelegt, der größte Teil des Landesvolkes durch das Schwert aufgerieben oder in Gefangenschaft fortgeführt wurde, worauf sodann nach dem Frieden diese fast verheerte Gegend durch die aus Bosnien und Kroatien hergerufenen Siedler wieder besetzt wurde.“ (Plechl) Aus Obersiebenbrunn weiß man, dass 186 Personen in die Sklaverei genommen wurden.
1530 beginnt die Grundherrschaft Orth mit der Ansiedlung von vor den Türken geflohenen Kroaten, den so genannten Marchfeldkroaten: 50 Orte im Marchfeld waren kroatisch. Das entvölkerte Marchegg wird im Jahr darauf mit schwäbischen Siedlern belebt.
Die Bauernaufstände um 1524–1526 und 1596/97 dringen nicht ins Marchfeld vor, hingegen finden die Religionsstreitigkeiten auch hier Raum: Um 1540 ist das Marchfeld überwiegend protestantisch, um 1600 wieder großteils katholisch.
1603 wurde eine Weikendorferin vom Landgericht Marchegg wegen Zauberei verbrannt. (1604 soll eine Obersiebenbrunnerin in Marchegg als Hexe verbrannt worden sein. Dieselbe?)
Hexen hausen (oder nisten) auf Bäumen. Eine „stolze Föhre“ bei Marchegg soll eine gute Fee beherbergt haben, eine andere, bei Strasshof, 1871 abgestorben und gefällt, „hatte keinen Gipfel, sondern die Äste standen aufwärts und bildeten oben eine Fläche, als wären sie mit der Baumschere beschnitten gewesen“ (Pöttinger) – also ein idealer Tanzboden.
„In der Familie eines Hauses in Wagram a.d. Donau war eine Tochter, die nicht ganz geheuer war (soll heißen: die eine Hexe war). Bei der Wagramer Mühle steht noch heute ein alter Birnbaum, der der Sage nach mehrere hundert Jahre alt sein soll und auf dem die bösen Geister gehaust und die Hexen getanzt haben sollen. Einst hütete ein Bursche unter diesem Baum die Pferde, als die Hexen auf ihm ihren Unfug trieben. Die anderen Hexen nahmen dem obenerwähnten Mädchen, das ja als Hexe unter ihnen weilte, eine Rippe heraus und ‚haben damit gestuckt‘ (das heißt: warfen damit Ball). Die Rippe fiel herunter und der Bursche hob sie auf. (Er war natürlich auch verhext, sonst hätte er sie nicht finden können.) Am nächsten Tage hat das Mädchen die Schafe herausgelassen und ist auf der Gasse stehengeblieben. Der Bursche ging vorüber und fragte: ‚Wie geht es dir mit der Hollerrippen?‘ (Die Hexen hatten dem Mädchen als Ersatz eine Holunderrippe eingesetzt.) Da fiel das Mädchen um und war mausetot. Der Bursche aber durfte sich abends nicht mehr blicken lassen.“ (Weyrich)
1605 äschern ungarische Haiducken Haringsee ein.
Am 11./12. August 1621 verwüsten im Zuge des Dreißigjährigen Krieges (1618–1648) ungarische Scharen die Gegend von Zistersdorf. 20 Dörfer sollen eingeäschert worden sein, sodass der Feuerschein bis Wien sichtbar war.
Am 4. April 1645 fielen die Schweden ein, der Heerführer Lennart Torstenson drang bis Wien vor. Eckartsau ging in Flammen auf, Orth wurde geplündert. Erst im August 1646 zogen sie wieder ab. „Eine Bestandaufnahme der Verwüstungen zeigt, dass am Ende des Dreißigjährigen Krieges 58 % der Häuser im Weinviertel verloren gingen, im Marchfeld sollen 8065 Häuser verödet sein.“ (aus: Chronik Leopoldsdorf)
Dazu kommt 1679–1682 eine weitere Pestepidemie (in Lassee sterben 140 Menschen, in Leopoldsdorf nur 3), sodass am Ende des 17. Jahrhunderts das ganze Marchfeld nur mehr um die 6.000 Einwohner hat, während es in Blütezeiten 65.000 gewesen waren; wiederum werden Kroaten im Marchfeld angesiedelt.
1683: Türkenbelagerung – und die Polen (zum Wiener Entsatz gekommen) plündern und brandschatzen am 2. August Gänserndorf.
1685 erwirbt Graf Starhemberg die Herrschaft Grafenweiden: 1693 wird Niederweiden erbaut.
1700 erbaut Jakob Prandtauer Kirche und Pfarrhof von Weikendorf – im Schloss findet sich das Marchfeldmuseum.
Prinz Eugen, der als Dank für die Türkensiege von Karl VI. Schloss Obersiebenbrunn bekam, klagte bald, dass die Herrschaft zu wenig Jagdwild enthielt, und wechselte nach Schloss Hof und Niederweiden (Johann Bernhard Fischer von Erlach, Lucas von Hildebrandt).
Die Ungarn erheben sich nun gegen die Habsburgerherrschaft: Sie betrachten ihren Kampf als heilige Sache und werden Kuruzen genannt (curuczi = Kreuzfahrer). Ab 1703 finden Kuruzeneinfälle unter Rakoczy auch über der Donau statt („Kruzitürken“: Kuruzen und Türken), am 27. August 1705 „überfielen sie in einer Abteilung von drei Fähnlein Breitstetten, Loimersdorf sowie Ober- und Untersiebenbrunn und trieben etwa 8.000 Stück Vieh in Richtung March. Schon bei Groißenbrunn nahm Oberst Dillherr, der Kommandant an der March, mit 500 Mann den Ungarn nach kurzem Geplänkel den ganzen Raub wieder ab.“ (aus: Chronik Leopoldsdorf)
1706 stürmen Ungarn unter Graf Simon Forgatsch den Ort Zistersdorf und ermorden im Schloss 400 Menschen. Schätzungen zufolge gingen 80 % (!) der Marchfelder Bevölkerung durch die Kuruzen zugrunde. In den Jahren 1712 bis 1714 folgt wieder die Pest.
Auch in Friedenszeiten war die Welt nicht besser. Hörler malt ein Zeitbild von 1721: „Im Oktober ging Simon Böhm, ein Gänserndorfer aus dem Hause Nr. 51, von Auersthal nach Hause. Da er quer über die Felder ging und vielleicht auch nicht ganz nüchtern war, kam er in die Netze, die Peter Deodat, Freiherr Beckher von Wallhorn, zum Lerchenfang aufgestellt hatte. Der Baron, schon 1702 in den niederösterreichischen Herrenstand aufgenommen, also ein mächtiger Herr, jähzornig obendrein, ließ den Bauern fangen, prügeln und in einem Hundezwinger in Ketten legen. Vom Pfarrer aus Schönkirchen ist eine Bestätigung erhalten, dass er dem Simon Böhm im Hundezwinger die Sterbesakramente gab, und von den Wundärzten aus Wolkersdorf liegen Atteste auf über die Art der Verletzungen. Böhm erholte sich wieder, er mußte über richterlichen Befehl freigelassen werden.“
24. September 1754: Anlässlich einer Prunkjagd in Schlosshof wurden 800 Hirsche, 1.000 Hasen, 130 Füchse und 60 Wildschweine als Jagdbeute bereitgestellt.
Unter Maria Theresia werden 1770 großangelegte Aufforstungen begonnen: Robinien, Eschen und (angeblich 98.000) Pappeln werden gepflanzt („Gänserndorfer Wald“), um Erdverwehungen zu verhindern. Aber noch 1829 heißt es in der „Kirchlichen Topographie“: „In der viert Stunden breiten Strecke von Markgraf Neusiedl bis Oberweiden ist kein Baum, keine Quelle, kein Haus außer einem fast in der Mitte liegenden Schäferhofe; nichts zeigt sich dem Blicke in dieser Sandwüste als röthliches Heidegras. Noch vor wenigen Jahren durchzog diese Gegend, wie durch Ägyptens Wüsten, Niemand allein; immer, und wenigstens des Nachts, gesellten sich Mehrere zusammen, denn der Nahme des Schäferhofes Siehdichfür (hier soll einst ein seiner Sündhaftigkeit wegen versunkenes Kloster gelegen haben, Anm.) erinnerte jeden Reisenden, auf seiner Huth zu seyn vor den fürchterlichen Sand- und Staubwolken und dem hier lauernden schlechten Gesindel.“ (zitiert nach Lukan) Und: „Ein Teil des Marchfeldes ist (…) unfruchtbar und dürr (…), dass man eher in eine Wüste, als in die Kornkammer der Hauptstadt versetzt zu sein glaubt. Auf diesem undankbaren Boden gedeiht kaum schlechtes Heidekraut, geschweige denn andere Pflanzen (…).“ (W. C. W. Blumenbach, Neueste Landeskunde von NÖ, (1834)). Erst die späteren Schwarzföhrenbepflanzungen waren erfolgreich.
Das Gebiet zwischen Obersiebenbrunn und Gänserndorf ist heute aufgeforstet, die riesige Siedlung Gänserndorf-Süd breitet sich darin immer mehr aus, der Safaripark nimmt weiteren Raum ein. Der Boden in diesem Gebiet ist noch immer sandig, die Erdschichte manchmal unglaublich dünn. Nördlich des Gänserndorfer Waldes sind die Felder steinig und wenig fruchtbar; der Begriff „Kornkammer“ kann nur für das südliche Marchfeld gelten. 1761 führt Pfarrer Johann Eberhard Jungblut aus Prinzendorf bei Mistelbach Kartoffeln aus Holland ein; diese Früchte setzen sich rasch durch.
1785 beginnt der Ingenieur Johann Sigismund Hubert bei Wien mit dem Bau des Hubertusdamms, der das Marchfeld gegen Hochwasser schützen sollte.

## 1800–1900

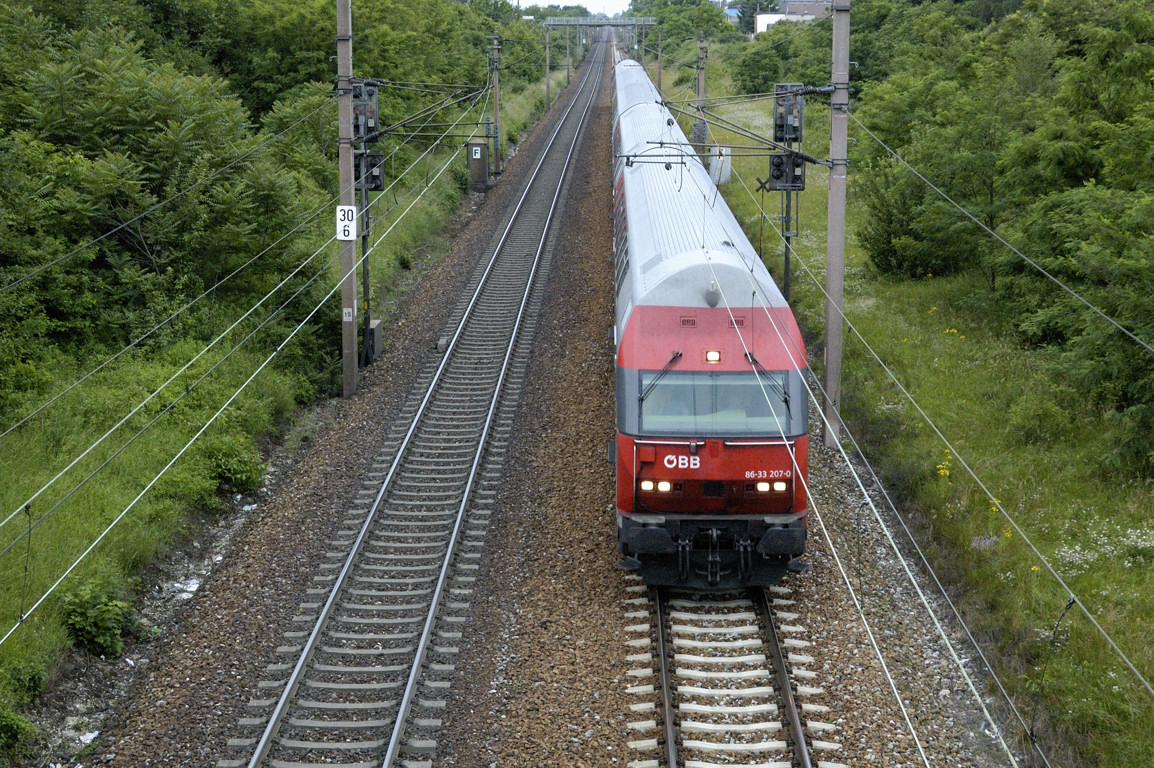
Nordbahn

Im Jahr 1809 finden zwei Schlachten des Krieges Frankreichs mit Österreich statt: bei Aspern und bei Deutsch-Wagram, wobei die erste von Österreich, die zweite von Napoleon I. gewonnen wird. Bei Engelhartstetten stand die Napoleonsbuche, wo ein altes Weib der Legende nach dem Kaiser die bevorstehende Niederlage von Aspern prophezeit hat.
Durch die Gründung der k.k. privilegierten Ersten Donaudampfschiffahrtsgesellschaft im Jahr 1829 wurde es möglich in Eckartsau gab es eine eigene Anlegestelle für die kaiserliche Familie zu errichten.
Im Jahr 1830 bildete sich auf der Donau ein Eisstoß, der zu einer 10-tägigen Überschwemmung führte. Der Ort Kimmerleinsdorf, der an der Stelle des heutigen Franzensdorf lag, wurde dabei vollkommen zerstört.
1831: Choleraepidemie. Ein Deutsch-Altenburger Chronist berichtet: „Unsere Nachbarn, die sonst gutmütigen Stopfenreuther, warteten am jenseitigen Ufer mit Säbeln und Hacken, wenn jemand hinüber kam, um ihn zu erschlagen.“
23. November 1837: Inbetriebnahme der k.k.a.p. (kaiserlich königlich ausschließlich privilegierten) Kaiser-Ferdinand-Nordbahn mit einer Geschwindigkeit von 34 km/h. Sie fuhr vorerst zwischen Floridsdorf und Deutsch-Wagram (40 Minuten), ab 1839 bis Gänserndorf, später zwischen dem Wiener Nordbahnhof und Brünn. Beim Bahnbau waren 10.000 Arbeiter im Einsatz. An Wochentagen verkehrten täglich zwei Züge, an Sonntagen vier.
1844: Eröffnung der Dürnkruter Zuckerfabrik, der 1902 die Leopoldsdorfer folgte. Die Zuckerrüben wurden noch aus Mähren eingeführt.
1862: Hochwasser und zögerlicher Beginn der Donauregulierung, die seit 1810 in Planung gewesen war.
1866 war der Rußbach im Marchfeld im Deutschen Krieg die Demarkationslinie zwischen den angreifenden Preußen und dem sich verteidigenden Österreich:
„Zwischen Weikendorf und Oberweiden steht im freien Aehrenfeld ein schmiedeeisernes Kreuz, um das herum preussische Soldaten begraben liegen, die 1866 an der Cholera starben. So oft nun im Marchfeld Manöver gehalten werden, hört man aus diesen Soldatengräbern Schlachtgesänge schallen, sagt das Volk. Es ist, als ob die Krieger hier nicht tatenlos ruhen könnten. Sie werden einmal alle bewaffnet auferstehen, wenn es an der Zeit ist. Die Landmädchen legen gerne Feldblumen auf diese Hügel. Über Nacht trägt sie aber der Wind davon. Auch die Gräberblumen wollen hier nicht gedeihen. Sie müßten wohl von heimatlicher Erde sein!“ (Schukowitz)
1870: Eröffnung der Bahnlinien Wien–Laa an der Thaya und Wien–Marchegg. (Ein baureifes Projekt, das südliche Marchfeld durch eine Linie Jedlesee–Theben zu erschließen, scheiterte am Börsenkrach von 1873.)
1882: Baubeginn des Marchfeld-Schutzdammes, Fertigstellung in mehreren Etappen bis 1905.
1886: Eröffnung der von der Dampftramway-Gesellschaft vormals Krauss & Comp. gebauten Strecke von Floridsdorf über Kagran nach Groß-Enzersdorf (später Straßenbahnlinie 317, heute Autobuslinie 26 A).
1899: erster österreichischer Radfahrweg von Floridsdorf über Deutsch-Wagram nach Bockfließ.
1899: erste Lagerhausgenossenschaften. Im selben Jahr zerstört ein Hochwasser den in Bau befindlichen Marchfeldschutzdamm und den halben Ort Wagram a.d. Donau, bereits sind erste Klagen von Gemeinden über Verminderung des Grundwassers zu hören.

## 1901 bis heute

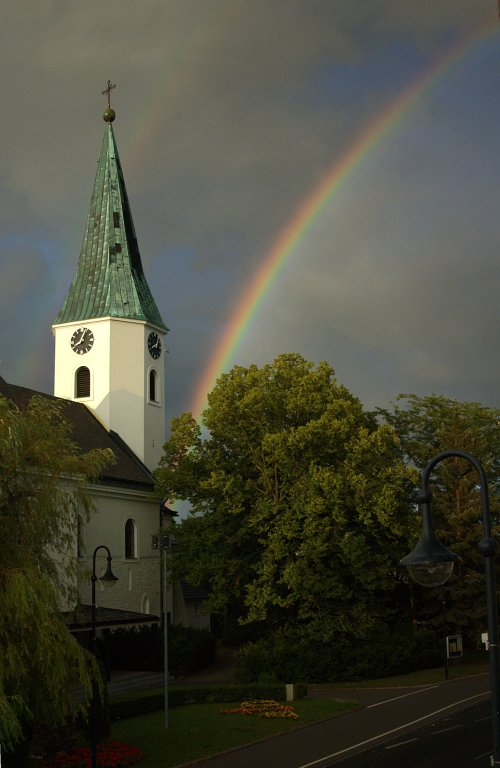
Gänserndorf

1901 wird Gänserndorf Sitz einer Bezirkshauptmannschaft. Der Bezirk Gänserndorf nahm damals die Osthälfte des Marchfeldes ein, westlich begrenzt etwa entlang der Linie Witzelsdorf–Bad Pirawarth. Die Westhälfte bildete den Bezirk Floridsdorf-Umgebung.
1904 werden Floridsdorf und andere Gemeinden am Westrand des Marchfeldes wie Kagran, Stadlau, Aspern und Hirschstetten nach Wien eingemeindet, womit Wien erstmals auch Gebiete am linken Donauufer besitzt. Die bisherigen Gemeinden werden zum neuen 21. Gemeindebezirk, Floridsdorf, zusammengefasst. Heute teilt sich das (1938 größer gewordene) linksufrige Wien in die Bezirke 21 und 22.
1905 erfolgt Fertigstellung des Marchfeldschutzdammes mit feierlicher Einweihung an der Marchdammkapelle in Gegenwart Kaiser Franz Josephs I. und des Statthalters Graf Kielmansegg.
1908: Eröffnung der zu den Niederösterreichischen Landesbahnen gehörigen Strecke Siebenbrunn–Engelhartstetten, die von der Marchegger Ostbahn abzweigt. Von dieser „Flügelbahn“ zweigt später bei Breitstetten ein Ast nach Orth ab. Diese Nebenbahnen werden nach dem Zweiten Weltkrieg durch Postautobusse und Straßengüterverkehr ersetzt.
1913: Im Marchfeld wird der Film „Das Geheimnis der Lüfte“ gedreht (Buch: Erich Klein), die erste Produktion der von Erich Pommer geleiteten „Wiener Autoren-Film“. In der „Fackel“ zitiert und kommentiert Karl Kraus eine als Nachricht aufgemachte Zeitungsanzeige im Wiener Fremdenblatt unter dem Titel „Das Geheimnis der schlechten Lüfte – Ein mysteriöser Fund auf dem Marchfeld“,
die unter anderem die folgenden „Köpfe“ enthielt: Die Untersuchung. – Beunruhigung in der ländlichen Bevölkerung. – Eine Gerichtskommission aus Wien. – Der Fall bleibt mysteriös. – Der Lokalaugenschein. – Der Tote muß aus einer kolossalen Höhe herabgefallen sein. – Die Recherchen erfolglos. – Eine Unterredung mit Detektiv B. – Meister Illner wird Detektiv B. unterstützen. – Der Hangar des mysteriösen Luftschiffes – an der ungarischen Grenze. – Ein Geständnis der Schuldigen?
[…] Zum Schluß der Seite stand ein Nachtrag, wie er sonst eine Telegramm-Serie abschließt: […] Es hat sich nämlich herausgestellt, daß die oben geschilderten Vorgänge die Handlung eines Films sind, der […] von morgen an im Graben-Kino – –
1938 wird der Bezirk Gänserndorf anlässlich der Schaffung von Groß-Wien u. a. mit Breitenlee, Essling und Süßenbrunn zum 22. Wiener Gemeindebezirk („Groß-Enzersdorf“, ab 1954 „Donaustadt“) zusammengefasst, – die Ostgrenze des Bezirks verläuft entlang Glinzendorf, Rutzendorf, Franzensdorf, Andlersdorf, Probstdorf und Mannsdorf, die Westgrenze an der Laaer Ostbahn. Die Ausbaupläne der Nationalsozialisten für Groß-Wien sehen u. a. eine S-Bahn-Linie bis Franzensdorf vor.
1940: In Gustav Ucickys Film Der Postmeister soll das verschneite Marchfeld als russische Landschaft gefilmt worden sein.
1940: Pläne, zwischen der Gänserndorfer „Siedlung“ und Silberwald ein Konzentrationslager zu bauen, werden verworfen: Die Beschaffung des nötigen Trinkwassers, die Beseitigung der Fäkalien und die zu hohen Grundstückablösen verhindern das Vorhaben.
1941: In Strasshof an der Nordbahn wird ein Durchgangslager für so genannte Ostarbeiter errichtet; man schätzt, dass rund 15.000 ungarische Juden unter menschenunwürdigen Bedingungen hier zusammengeführt, registriert und an „Arbeitsstätten“ verteilt wurden. Im Ortsfriedhof werden 231 Lagerinsassen in einem Massengrab bestattet.
1945 wird das Marchfeld Teil der sowjetischen Besatzungszone.
1946 wird Groß-Wien zu Gunsten Niederösterreichs durch Verfassungsgesetze stark verkleinert, doch muss die Durchführung wegen eines Vetos der sowjetischen Besatzungsmacht bis 1954 aufgeschoben werden. Dann werden viele Dörfer wieder selbstständige Gemeinden.
1959 wird der „Sandberg“ bei Oberweiden, eine Sanddüne, Vollnaturschutzgebiet.
1962 und 1963 bricht der Rußbachdamm bei Hochwasser.
17. Jänner 1962: Auf der Nordbahnstrecke wird die Schnellbahn von Wien nach Gänserndorf eröffnet: Nun kann man mit 100 km/h durchs Marchfeld fahren.
1972: Mit der Eröffnung der Donaubrücke bei Hainburg (schon 1848 war vorübergehend eine Kriegsbrücke bei Deutsch-Altenburg errichtet worden) wird die Stopfenreuther Fähre ebenso hinfällig wie die kleine, von Orth nach Deutsch-Haslau über den Strom führende.
28. September 1973: Geiselnahme in Marchegg.
1982 wird mit dem seit 1962 projektierten Bau des Marchfeldkanals begonnen. Der Bau ist bereits höchst dringend, da der Grundwasserspiegel in den Jahren 1983 und 1984 um je 50 Zentimeter sinkt (frühere Projekte: Altvatter-Projekt 1870, Podhargsky-Projekt, undatiert, nahm bereits auf den geplanten Donau-Oder-Kanal Bedacht, Mitterndorfer 1901).
Aus der Kosten-Nutzen-Analyse (1977): „Je nach Ablauf der Frontdurchgänge unterliegt die Witterung mehr dem gemäßigten mitteleuropäischen oder dem kontinentalen pannonischen Klima. Letzteres schiebt sich bei osteuropäischen Wetterlagen weit über das Marchfeld gegen den Westen vor. Die Winter sind dann kalt und schneearm, die Sommer heiß, niederschlagsarm, von Trockenperioden begleitet. Im 60-jährigen Mittel sind 81 Prozent der Niederschläge vegetationswirksam.“
Von den 1000 km² im Marchfeld werden 680 landwirtschaftlich genutzt – jede Pflanze braucht 600 kg Wasser, um 1 kg Trockensubstanz anzureichern, jährlich werden 20.000.000 m³ Grundwasser zur Beregnung hochgepumpt. Zugleich regnet es im Marchfeld um 20 % weniger als in Wien. Seit 1970 hatte sich der Grundwasserspiegel jährlich um 10–20 cm gesenkt. Im Herbst 1992 wird das erste Teilstück des Kanals eröffnet: 25 km neues Bachbett des Rußbaches wurde errichtet und 40 km vorhandenes verbessert und erweitert. 1998 droht dem Projekt der Konkurs.
1984: Ökologieaktivisten besetzen die Stopfenreuther Au, um Rodungen für das geplante Donaukraftwerk bei Hainburg zu verhindern. Sie erzwingen eine „Nachdenkpause“ und letztlich die Absetzung des Projektes.
Herbst 1992: Das erste Teilstück des Marchfeldkanals wird eröffnet: 25 km neues Bachbett des Rußbaches wurden errichtet und 40 km vorhandenes verbessert und erweitert. 1998 droht dem Projekt der Konkurs, es wird aber fertiggestellt.
1997: Überschwemmungen aufgrund heftiger Regenfälle. Weiterhin Meldungen über die Austrocknung des Gebietes.